# Аарон Денніс
Аарон Денніс (англ. Aaron Dennis, нар. 24 лютого 1993) — американський футболіст, що грав на позиції півзахисника. Виступав, зокрема, за «Нью-Йорк Космос» та національну збірну Американських Віргінських Островів.

## Клубна кар'єра
Народився 24 лютого 1993 року. Вихованець клубу «Нью-Йорк Космос», після чого грав у футбольній команді Університету Вілланова «Вілланова Вайлдкетс». Навчаючись в університеті, Денніс також виступав за команди Premier Development League «Лонг-Айленд Раф Райдерс» і «Оушн Сіті Нор'Істерз».
5 серпня 2015 року Денніс підписав контракт із командою United Soccer League «Аризона Юнайтед», де провів один рік. 21 січня 2016 року він перейшов до клубу Північноамериканської футбольної ліги «Маямі», провівши два роки, після чого 20 лютого 2018 року підписав контракт із командою USL «Пенн» на сезон 2018 року. 7 січня 2019 року перейшов до клубу «Нью-Йорк Космос», де і завершив професійну кар'єру футболіста.

## Виступи за збірну
9 вересня 2018 року дебютував в офіційних матчах у складі національної збірної Американських Віргінських Островів в маті кваліфікації Ліги націй КОНКАКАФ 2019/20 проти Канади (0:8).
Загалом протягом кар'єри в національній команді, яка тривала 2 роки, провів у її формі 9 матчів, забивши 2 голи.

## Статистика виступів

### Статистика виступів за збірну
| Дата       | Місто      | Господарі                       | Результат | Гості                           | Турнір                                        | Голи | Примітки |
| ---------- | ---------- | ------------------------------- | --------- | ------------------------------- | --------------------------------------------- | ---- | -------- |
| 9-9-2018   | Брейдентон | Американські Віргінські Острови | 0 – 8     | Канада                          | Ліга націй КОНКАКАФ 2019-2020 - кваліфікація  | -    |          |
| 18-11-2018 | Бриджтаун  | Барбадос                        | 3 – 0     | Американські Віргінські Острови | Ліга націй КОНКАКАФ 2019-2020 - кваліфікація  | -    | 56'      |
| 22-3-2019  | Валлі      | Ангілья                         | 0 – 3     | Американські Віргінські Острови | Ліга націй КОНКАКАФ 2019-2020 - кваліфікація  | 1    |          |
| 5-9-2019   | Санта-Крус | Американські Віргінські Острови | 0 – 2     | Кайманові Острови               | Ліга націй КОНКАКАФ 2019-2020 - Груповий етап | -    |          |
| 8-9-2019   | Валлі      | Сен-Мартен                      | 1 – 2     | Американські Віргінські Острови | Ліга націй КОНКАКАФ 2019-2020 - Груповий етап | 1    |          |
| 12-10-2019 | Бриджтаун  | Барбадос                        | 1 – 0     | Американські Віргінські Острови | Ліга націй КОНКАКАФ 2019-2020 - Груповий етап | -    |          |
| 15-10-2019 | Санта-Крус | Американські Віргінські Острови | 0 – 4     | Барбадос                        | Ліга націй КОНКАКАФ 2019-2020 - Груповий етап | -    | 74'      |
| 16-11-2019 | Джорджтаун | Кайманові Острови               | 1 – 0     | Американські Віргінські Острови | Ліга націй КОНКАКАФ 2019-2020 - Груповий етап | -    |          |
| 19-11-2019 | Санта-Крус | Американські Віргінські Острови | 1 – 2     | Сен-Мартен                      | Ліга націй КОНКАКАФ 2019-2020 - Груповий етап | -    |          |
| Усього     |            | Матчів                          | 9         |                                 | Голів                                         | 2    |          |